# NGC 3129
NGC 3129 ist ein Doppelstern im Sternbild Leo. Das Objekt wurde am 21. März 1784 von Wilhelm Herschel entdeckt und fälschlicherweise in den NGC-Katalog aufgenommen.